# Stairway to Heaven
"Stairway To Heaven" er Led Zeppelins største hit, som udkom på deres 4. album (uden titel). Nummeret siges at indeholde satanistiske beskeder, hvis man spiller det baglæns, og det er et nummer, guitaristen Jimmy Page arbejdede på allerede under Led Zeppelins 3. album Led Zeppelin III. Han færdiggjorde den til deres 4. album.